# Grand Poitiers
Grand Poitiers est une communauté urbaine française, située dans le département de la Vienne en région Nouvelle-Aquitaine.

## Historique
Le district de Poitiers a été créé le 28 septembre 1965. Il regroupait alors six communes voisines : Biard, Buxerolles, Chasseneuil-du-Poitou, Mignaloux-Beauvoir, Poitiers et Saint-Benoît.
- 1968 : la commune de Migné-Auxances entre dans le district (7 membres).
- 1972 : la commune de Montamisé entre dans le district (8 membres).
- janvier 1997 : entrée de Fontaine-le-Comte et de Vouneuil-sous-Biard (10 membres).
- 2 décembre 1999 : transformation du district en communauté d'agglomération.
- 1er janvier 2005 : Béruges et Croutelle rejoignent la CAP (12 membres).
- Mai 2010 : la CAP devient Grand Poitiers
- 1er janvier 2013 : Ligugé rejoint Grand Poitiers (13 membres)
- 1er janvier 2017 : les fusions de communes et d'EPCI (une partie de la Communauté de communes du Pays Chauvinois, Communauté de communes de Vienne et Moulière, Communauté de communes du Pays Mélusin, Communauté de communes du Val Vert du Clain) créent un nouveau Grand Poitiers à 40 communes[1].
- 1er juillet 2017 : transformation en communauté urbaine[2]

Logo de la communauté d'agglomération de Poitiers de 1999 à 2010.
Logo de Grand Poitiers jusqu’à l’été 2017.

## Territoire communautaire

### Géographie
Située au centre  du département de la Vienne, la communauté urbaine Grand Poitiers regroupe 40 communes et présente une superficie de 1 064,7 km2.

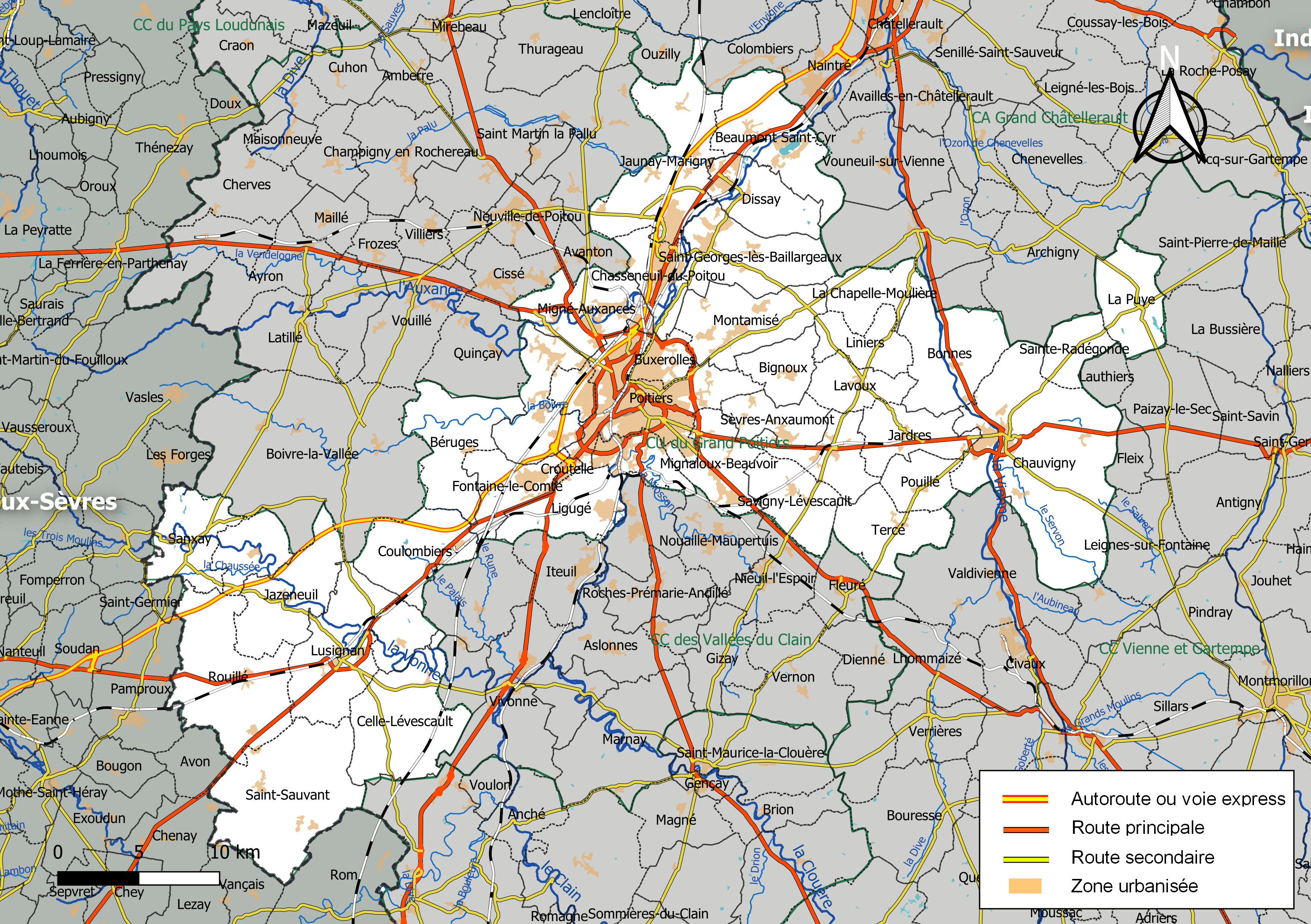
Carte de la communauté urbaine Grand Poitiers au 1er janvier 2019.

### Composition
La communauté urbaine est composée des 40 communes suivantes :

| Nom                            | Code Insee | Gentilé              | Superficie (km2) | Population (dernière pop. légale) | Densité (hab./km2) |
| ------------------------------ | ---------- | -------------------- | ---------------- | --------------------------------- | ------------------ |
| Poitiers (siège)               | 86194      | Pictaviens           | 42,11            | 89 472 (2022)                     | 2 125              |
| Beaumont Saint-Cyr             | 86019      | Beaumontsaintcyriens | 36,47            | 2 941 (2022)                      | 81                 |
| Béruges                        | 86024      | Bérugeois            | 32,63            | 1 538 (2022)                      | 47                 |
| Biard                          | 86027      | Biardois             | 7,47             | 1 908 (2022)                      | 255                |
| Bignoux                        | 86028      | Bignolais            | 14,52            | 1 083 (2022)                      | 75                 |
| Bonnes                         | 86031      | Bonnois              | 34,28            | 1 686 (2022)                      | 49                 |
| Buxerolles                     | 86041      | Buxerollois          | 9,1              | 10 253 (2022)                     | 1 127              |
| Celle-Lévescault               | 86045      | Célestins            | 42,67            | 1 373 (2022)                      | 32                 |
| La Chapelle-Moulière           | 86058      | Chapellois           | 17,11            | 730 (2022)                        | 43                 |
| Chasseneuil-du-Poitou          | 86062      | Chasseneuillais      | 17,61            | 4 776 (2022)                      | 271                |
| Chauvigny                      | 86070      | Chauvinois           | 95,82            | 7 037 (2022)                      | 73                 |
| Cloué                          | 86080      | Cloésiens            | 12,21            | 492 (2022)                        | 40                 |
| Coulombiers                    | 86083      | Colombériens         | 27,93            | 1 143 (2022)                      | 41                 |
| Croutelle                      | 86088      | Croutellois          | 1,48             | 937 (2022)                        | 633                |
| Curzay-sur-Vonne               | 86091      | Curzéens             | 16,52            | 374 (2022)                        | 23                 |
| Dissay                         | 86095      | Dissayens            | 23,71            | 3 143 (2022)                      | 133                |
| Fontaine-le-Comte              | 86100      | Fontenois            | 18,66            | 3 971 (2022)                      | 213                |
| Jardres                        | 86114      | Jardrais             | 20,74            | 1 250 (2022)                      | 60                 |
| Jaunay-Marigny                 | 86115      | Jaunay-Marins        | 48,29            | 7 597 (2022)                      | 157                |
| Jazeneuil                      | 86116      | Jazeneuillais        | 31,82            | 797 (2022)                        | 25                 |
| Lavoux                         | 86124      | Lavousiens           | 15,03            | 1 179 (2022)                      | 78                 |
| Ligugé                         | 86133      | Ligugéens            | 22,77            | 3 429 (2022)                      | 151                |
| Liniers                        | 86135      | Linarois             | 16,19            | 586 (2022)                        | 36                 |
| Lusignan                       | 86139      | Mélusins             | 37,82            | 2 556 (2022)                      | 68                 |
| Mignaloux-Beauvoir             | 86157      | Mignaliens           | 21,56            | 5 224 (2022)                      | 242                |
| Migné-Auxances                 | 86158      | Mignanxois           | 28,96            | 6 276 (2022)                      | 217                |
| Montamisé                      | 86163      | Montamiséens         | 31,71            | 3 710 (2022)                      | 117                |
| Pouillé                        | 86198      | Pouillassous         | 13,96            | 731 (2022)                        | 52                 |
| La Puye                        | 86202      | Podiens              | 23,57            | 604 (2022)                        | 26                 |
| Rouillé                        | 86213      | Rullicois            | 52,01            | 2 521 (2022)                      | 48                 |
| Saint-Benoît                   | 86214      | Sancto-Bénédictins   | 13,58            | 7 306 (2022)                      | 538                |
| Saint-Georges-lès-Baillargeaux | 86222      | Baillargeois         | 33,9             | 4 345 (2022)                      | 128                |
| Saint-Julien-l'Ars             | 86226      | Sancto-Julianais     | 18,46            | 2 871 (2022)                      | 156                |
| Saint-Sauvant                  | 86244      | Saint-Sauvantais     | 59,58            | 1 298 (2022)                      | 22                 |
| Sainte-Radégonde               | 86239      |                      | 13,18            | 184 (2022)                        | 14                 |
| Sanxay                         | 86253      | Sanxéens             | 24,13            | 548 (2022)                        | 23                 |
| Savigny-Lévescault             | 86256      | Savignois            | 22,14            | 1 247 (2022)                      | 56                 |
| Sèvres-Anxaumont               | 86261      | Sadébriens           | 15,49            | 2 354 (2022)                      | 152                |
| Tercé                          | 86268      | Tercéens             | 23,53            | 1 134 (2022)                      | 48                 |
| Vouneuil-sous-Biard            | 86297      | Vouneuillois         | 25,98            | 6 245 (2022)                      | 240                |

En 2016, la communauté d'agglomération regroupait 13 communes :

### Démographie
| 1968    | 1975    | 1982    | 1990    | 1999    | 2006    | 2011    | 2016    | 2022    |
| ------- | ------- | ------- | ------- | ------- | ------- | ------- | ------- | ------- |
| 125 188 | 142 859 | 150 449 | 157 460 | 172 889 | 183 636 | 187 738 | 191 791 | 196 849 |

## Administration

### Siège
La communauté urbaine a son siège à l'Hôtel de ville de Poitiers, place du maréchal Leclerc.

### Conseil communautaire
Le conseil communautaire est composé de 86 délégués qui sont répartis comme suit :
| Nombre de délégués | Communes                                       |
| ------------------ | ---------------------------------------------- |
| 37                 | Poitiers                                       |
| 4                  | Buxerolles                                     |
| 3                  | Jaunay-Marigny, Saint-Benoit                   |
| 2                  | Chauvigny, Migne-Auxances, Vouneuil-sous-Biard |
| 1                  | Les 33 autres communes                         |

### Présidence
L'administration est divisée en dix commissions thématiques.
Florence Jardin (DVG), maire de Migné-Auxances, est la présidente d'intercommunalité depuis 2020 à la suite d'Alain Claeys (PS), maire de Poitiers, qui présidait depuis 2017.

### Compétences

#### Environnement
La communauté urbaine Grand Poitiers a annoncé fin février 2015 qu'elle allait répondre à l'appel à projet du conseil régional visant à décliner localement la trame verte et bleue régionale, nationale et paneuropéenne sur son territoire (déclinaison du SRCE). Concernant l'énergie, une plateforme d'accompagnement des particuliers dans la réhabilitation de leur habitat a également été annoncée (déclinaison du SRCAE).

#### Eau et assainissement
La communauté urbaine Grand Poitiers dispose d’un service public de l’eau potable et de l’assainissement géré en régie placé sous l’autorité de son président. Ce service assure la production et la distribution de l’eau potable sur l’ensemble des communes. Le tarif de facturation est unique sur l’ensemble des treize communes.

#### Déchets
Délégué à SITA Suez.
La commune de Lusignan collecte encore l'ancien pays Mélusin (Rouillé, Saint-Sauvant, Jazeneuil, Curzay-sur-Vonne, Sanxay, Coulombiers, Cloué, Celle-Lévescault et Lusignan)[réf. nécessaire].

#### Transports
La communauté urbaine Grand Poitiers est l'autorité organisatrice de transports sur son territoire. Elle a confié l'exploitation du réseau de transport en commun de bus Vitalis à la Régie des transports poitevins. Elle exploite également le service Cap'Vélo et Otolis (Auto-partage).

#### Sport
La ville de Poitiers met à disposition de ses habitants, divers centres sportifs, tels que la patinoire ou les diverses piscines à proximité de la commune. Mais ceci est la page sur la communauté urbaine Grand Poitiers, et non sur la municipalité de Poitiers.

#### Réseaux de communications
La communauté urbaine Grand Poitiers a passé une délégation de service public (DSP) avec l'entreprise Covage en 2012, après une procédure lancée en 2010 pour une mise en œuvre courant 2013 (totale fin 2013). 
Une filiale est créée : GrandPoitiers Network, un Réseau d’Initiative Publique (RIP).
Le but de la communauté urbaine Grand Poitiers est de raccorder l'ensemble des répartiteurs téléphoniques (alias  NRA, pour nœud de raccordement abonné) et de proposer la fibre aux entreprises présentes dans les zones industrielles de GrandPotiers. Le raccordement de toutes les administrations et de tous les établissements d'éducation est aussi de la partie. En 2013, les particuliers ne sont directement pas concernés par ces mesures.

### Régime fiscal et budget
Le régime fiscal de la communauté de communes est la fiscalité professionnelle unique (FPU).